# О’Риордан, Долорес
Доло́рес Мэ́ри Айли́н О’Ри́ордан (англ. и ирл. Dolores Mary Eileen O’Riordan, 6 сентября 1971, Баллибрикен — 15 января 2018, Лондон) — ирландская певица, композитор и автор песен, вокалистка рок-групп The Cranberries и D.A.R.K..

## Биография

### Ранние годы (1971—1990)
Долорес Мэри Айлин О’Риордан родилась 6 сентября 1971 года в Баллибрикене, графство Лимерик, Ирландия, являясь самой младшей из девяти детей, двое из которых скончались в младенческом возрасте. Её отец, Теренс Патрик «Терри» О’Риордан (1937—2011), работал фермером до тех пор, пока авария на мотоцикле в 1968 году не привела к повреждению его мозга. Её мать, Айлин (девичья фамилия Гринсмит), работала поваром в школе. О’Риордан выросла в религиозной католической семье.
О’Риордан запела раньше, чем заговорила. Когда ей было пять лет, директор школы отвел её в шестой класс, посадил на учительскую парту и велел спеть для двенадцатилетних учеников в классе. В школе Долорес училась игре на вистле и ирландским танцам. Когда ей было семь лет, её сестра случайно сожгла дом; сельская община смогла собрать средства на покупку новой усадьбы для семьи. Формирующий опыт О’Риордан состоял в том, что она была литургической солисткой в хоре местной церкви и певицей в школе. С восьмилетнего возраста она четыре года подвергалась сексуальному насилию со стороны человека, которому она доверяла. В возрасте десяти лет она пела в местных пабах, куда её водили дяди. Свою первую песню под названием «Calling» Долорес написала в возрасте 12 лет.

### Вокалистка The Cranberries
В 1990 году присоединилась к группе The Cranberry Saw Us, позже сменившей название на The Cranberries. Долорес приняли в коллектив на место вокалистки.
В песне The Cranberries «Zombie» отразилось её желание пробудить в ирландском народе чувство сожаления о принесенных жертвах и вернуть страну к мирному состоянию.
Участвовала в записи песен таких групп и исполнителей, как Moose (1992), Touch of Oliver (1993), Джа Уоббл — «The Sun Does Rise» (1994), на эту песню вышло видео, где Долорес снималась в белокуром парике и сидя, из-за перелома ноги — результата спортивной травмы, полученной во время катания на лыжах в горах. В 1995 году приняла участие в концерте Лучано Паваротти, спев с ним дуэтом песню «Ave Maria», с Саймоном Ле Боном она исполнила песню «Linger» и участвовала в исполнении гимна Nessun Dorma, который исполнили все участники концерта по его окончании.
В ноябре 1998 Долорес присутствовала на вручении наград MTV Europe Music Awards вместе с барабанщиком The Cranberries Фергалом Лоулером для вручения награды Натали Имбрулье за песню «Torn».
В 1999 году О’Риордан приняла участие в записи кавер-версии песни The Rolling Stones «It’s Only Rock ’n Roll (But I Like It)» в составе группы Artists for Children’s Promise, в которую вошли Кит Ричардс, Энни Леннокс, Натали Имбрулья, Оззи Осборн, Скин, Spice Girls и другие музыканты. Сингл был выпущен в декабре 1999 года. Деньги от его продажи пошли на благотворительность детям. Трижды участвовала в рождественских концертах, которые проводил Папа Римский Иоанн Павел II.

### Сольная карьера

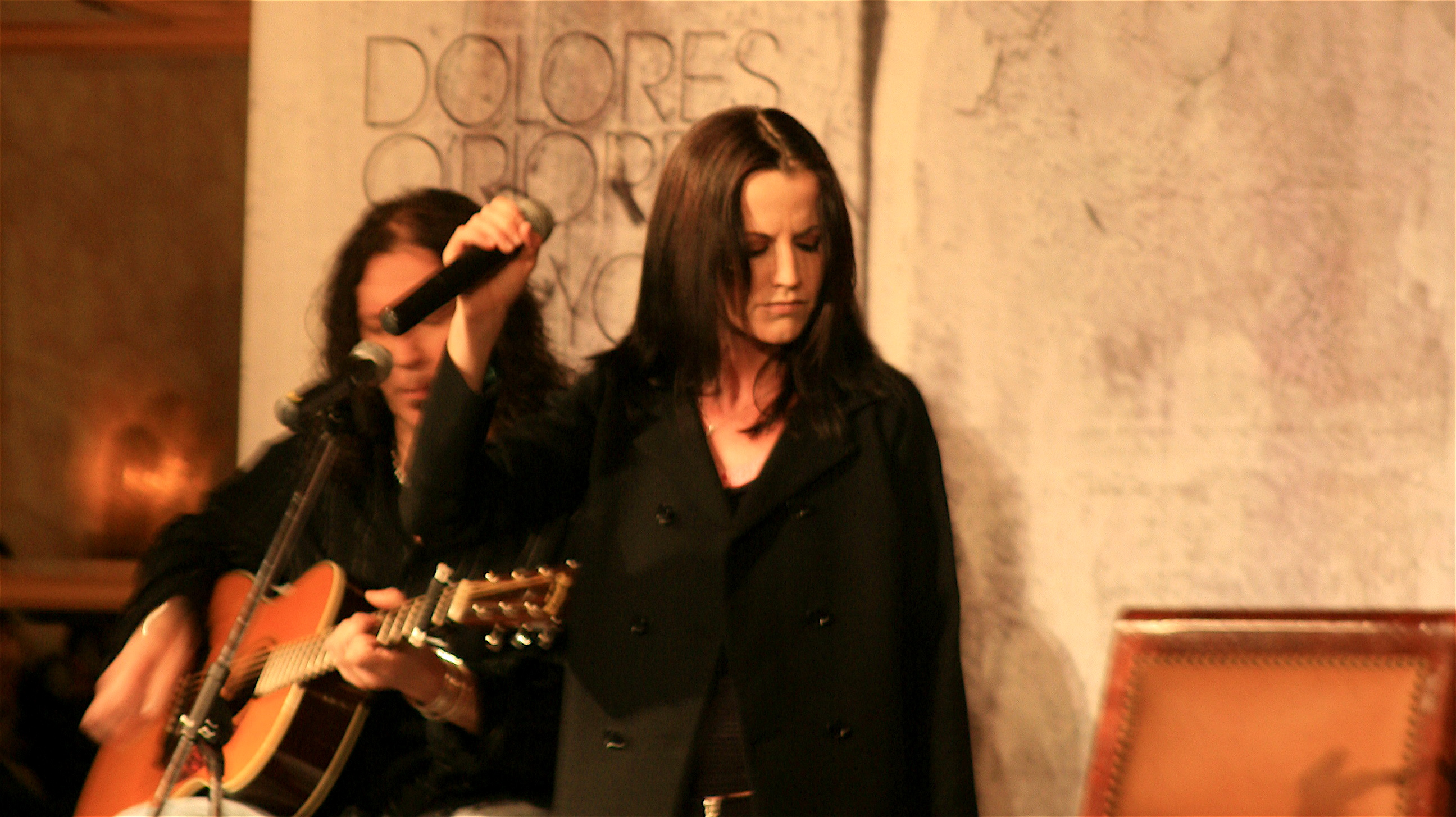
Долорес О’Риордан в 2007 году

В 2003 году участники The Cranberries объявили о творческом перерыве, и О’Риордан приступила к сольной карьере. Она записала песни «Ave Maria» для саундтрека к фильму «Страсти Христовы» (2004), «Mirror Lover» (2004) для альбома немецкого электронного проекта Jam & Spoon и дуэт с известным итальянским певцом Дзуккеро «Pure Love» (2004), в это время продолжая писать песни для сольного альбома, куда в итоге вошли такие песни как «Black Widow» (о том, как мучительно умирала от рака её свекровь Деннис Бертон), «Stay With Me» (о своём отце, который был болен раком), «Apple of My Eye» (посвящение любимому мужу Дону), «Loser», «When We Were Young» (о том, что детство прошло, как Долорес скучает по матери во время гастролей и готова отдать всё, чтобы только услышать её голос по телефону), «In the Garden» (о муже и двух детях), «Ecstasy» (о депрессии), «Angel Fire» (песня была написана в декабре, когда умерла тёща брата Долорес), «Sisterly Love» (посвящённая сестре Долорес — Анджеле О’Риордан) — песня не вошла в альбом.

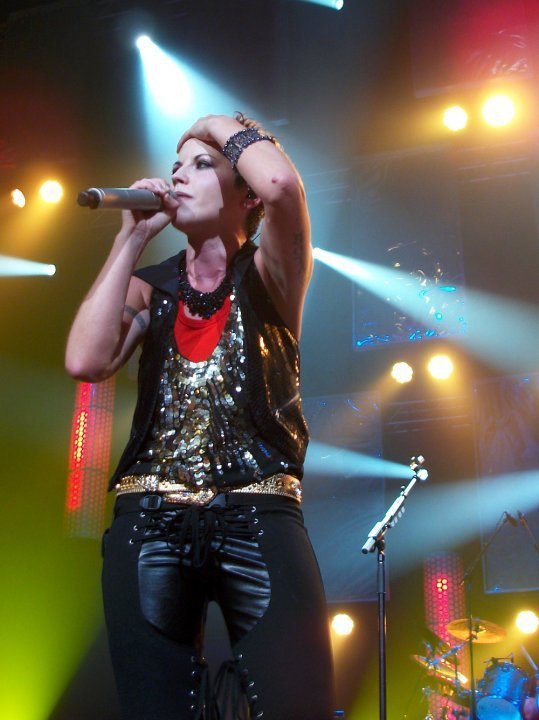
Долорес О’Риордан в 2010 году

7 мая 2007 года вышел её дебютный сольный альбом Are You Listening?, первым синглом которого стала песня «Ordinary Day», посвящённая её третьему ребёнку — дочери Дакоте. За четыре года Долорес написала 32 песни, из которых 12 вошли в альбом. В записи альбома принимали участие музыканты: Стив Демарки (гитара), который на протяжении семи лет был концертным гитаристом и бэк-вокалистом The Cranberries, Марко Мендоса (бас-гитара, бэк-вокал на концертах), Грэм Хопкинс (ударные), Дэнни Демарки, брат Стива (клавишные). Альбом спродюсирован Долорес совместно с Дэном Бродбеком и Юсом.
В 2008 году приступила к написанию песен для второго сольного альбома, который получил название No Baggage и был выпущен 24 августа 2009 года.

### Другие проекты
О’Риордан в сотрудничестве с композитором Анджело Бадаламенти записала песни «Angels Go to Heaven» (2004), «The Butterfly» (2006) и «Secrets of Love» для саундтреков к фильмам «Эвиленко» (2004) и «Secrets of Love» (2007). В 2006 году сыграла эпизодическую роль певицы в фильме Фрэнка Корачи «Клик: с пультом по жизни», исполнив песню «Linger».
С октября по декабрь 2013 года в качестве наставника принимала участие в третьем сезоне шоу The Voice of Ireland, транслировавшемся на телеканале RTÉ One в 2014 году.
В апреле 2014 года присоединилась в качестве вокалистки и автора песен к американской рок-группе Jetlag NYC, образованной в 2009 году бывшим басистом группы The Smiths Энди Рурком и диджеем Оле Коретски. В 2016 году группа была переименована в D.A.R.K. и выпустила свой первый альбом, Science Agrees.

### Инцидент в аэропорту Шаннон
10 ноября 2014 года О’Риордан была задержана в аэропорту Шаннон после происшествия на рейсе авиакомпании Aer Lingus. Впоследствии певице было предъявлено три пункта обвинения: нападение на двух сотрудников полиции аэропорта и сотрудника Гарды; инкриминируемые ей деяния предусматривали наказание в виде лишения свободы на срок до шести месяцев или штраф в размере до 1850 евро. Прошедшее 24 февраля 2016 года заседание окружного суда Энниса обязало О’Риордан выплатить 6000 евро в пользу нуждающихся, признав её невиновной по уголовным обвинениям; кроме того, суд признал, что на момент происшествия она страдала от психического расстройства.

### Смерть
15 января 2018 года О’Риордан была обнаружена мёртвой в отеле Hilton на Парк Лейн в Лондоне, куда она приехала для записи новой композиции. Спустя 9 месяцев была названа причина смерти — случайное утопление в ванне в состоянии алкогольного опьянения. В номере были обнаружены 5 пустых шотов из мини-бара и бутылка шампанского. Экспертиза также обнаружила в крови О’Риордан следы лекарственного транквилизатора лоразепам, однако его концентрация была в пределах терапевтических доз. О’Риордан была похоронена по католическому обряду в родном Лимерике рядом с отцом.

## Личная жизнь
В 1994—2014 годы О’Риордан была замужем за бывшим гастрольным менеджером группы Duran Duran Доном Бёртоном. У бывших супругов осталось трое детей: сын Тейлор Бакстер Бёртон (род. 23.11.1997) и две дочери — Молли Ли Бёртон (род. 27.01.2001) и Дакота Рейн Бёртон (род. 10.04.2005).
Проживала в Хоуте (Ирландия), имела недвижимость в Канаде и Испании.

## Дискография

### Сольная дискография

#### Студийные альбомы
- Are You Listening? — 2007
- No Baggage — 2009

#### Синглы
- «The Sun Does Rise» (совместно с Джа Уобблом)
- «It’s Only Rock ’n’ Roll» (разные исполнители)
- «Ave Maria» (совместно с Лучано Паваротти)
- «God Be with You»
- «Ordinary Day»
- «Pure Love» (совместно с Дзуккеро)
- «When We Were Young»
- «The Journey»
- «Switch Off the Moment»

### В составе группы The Cranberries
- Everybody Else Is Doing It, So Why Can’t We? — 1993
- No Need to Argue — 1994
- To the Faithful Departed — 1996
- Bury the Hatchet — 1999
- Wake Up and Smell the Coffee — 2001
- Roses — 2012
- Something Else — 2017
- In the End — 2019

### В составе группы D.A.R.K.
- Science Agrees — 2016

### На английском языке
- Stokes, Niall; Clark, Stuart (2021). Why Can’t We? — The Story of The Cranberries and the Band’s Iconic Frontwoman Dolores O’Riordan. Ireland: Hot Press Books, 284 pages. ISBN 978-0-9576-1146-7

### На итальянском языке
- Lucchini, Daniele (2021). Dolores O’Riordan & The Cranberries. Parole di una star riluttante. Testi commentati. Rome: Arcana Edizioni, 287 pagine. ISBN 978-8-8927-7002-7